# 刺冠菊属
刺冠菊属（学名：Calotis）是菊科下的一个属，为多年生、少数一年生草本植物。该属共有20种，主要分布于澳大利亚。